# Charles de Lorraine, duc d’Aumale
Charles de Lorraine (* 25. Januar 1556 in Château de Mauny; † 1631 Brüssel) aus dem Haus Guise war ein Anführer der Katholischen Liga. Er war Herzog von Aumale, Gouverneur der Picardie und Gouverneur von Paris, und lebte nach dem Scheitern der Liga im Exil in den südlichen Spanischen Niederlanden.

## Biographie
Charles de Lorraine ist der Sohn von Claude de Lorraine, duc d’Aumale († 1573 bei der Belagerung von La Rochelle) und dessen Ehefrau Louise de Brézé, Dame d’Anet. Beim Tod seines Vaters wurde er der 3. Herzog von Aumale, Pair de France und Großjägermeister von Frankreich. Mit seinem Vetter Henri I. de Lorraine, duc de Guise kämpfte er 1575 gegen Henri I. de Bourbon, prince de Condé. 1577 erbte er von seiner Mutter die Domäne und das Schloss Anet, die von seinen Gläubigern 1615 beschlagnahmt worden. Am 1. Januar 1579 wurde er von König Heinrich III. in den Ordre du Saint-Esprit aufgenommen. Als Offizier erreichte er den Grad eines Colonel général.
Charles de Lorraine war einer der Anführer der Katholischen Liga. Er war Gouverneur der Picardie und führte 1587 einen Aufstand in der Picardie gegen Heinrich III. an, wobei er versuchte, sich dem König anzunähern. Der Mord am Herzog von Guise und dessen Bruder, dem Erzbischof von Reims, im Jahr darauf, machte dieser Annäherung ein Ende und ließ die Kämpfe wieder aufflammen. Am 24. Dezember 1588 wurde er für die Liga Gouverneur von Paris. Am 17. Mai 1589 erlitt er in der Schlacht bei Senlis eine Niederlage gegen Heinrich III. und Heinrich von Navarra. In der Schlacht bei Ivry am 14. März 1590 wurde er gefangen genommen, weigerte sich aber in der Folge, sich zu unterwerfen.
Das Parlement de Paris verurteilte ihn wegen Lèse Majesté und beschlagnahmte am 6. Juli 1595 seinen Besitz und aberkannte ihm seine Titel. Er ging ins Exil und ließ sich im nach ihm benannten Château d’Aumale im belgischen Anderlecht nieder (das zu Beginn des 20. Jahrhunderts abgerissen wurde). Er trat in den Dienst des Erzherzogs Albrecht VII. von Habsburg, der von 1596 bis 1621 Statthalter der Spanischen Niederlande war, und kämpfte am 2. Juli 1600 in der Schlacht von Nieuwpoort, in der er verwundet wurde.
Er starb rund 30 Jahre später in Brüssel als einziger Angehöriger des Hauses Guise, der sich beständig geweigert hatte, sich dem König zu unterwerfen.

## Ehe und Familie
Charles de Lorraine heiratete am 10. November 1576 auf Schloss Joinville per Ehevertrag und mit päpstlichem Dispens seine Cousine Marie de Lorraine-Elbeuf (* 22. August 1555, † wohl 1605), Tochter von René de Lorraine, Marquis d’Elbeuf, und Louise de Rieux, Comtesse d’Harcourt. Ihre Kinder sind:
1. Charles de Lorraine, * Dezember 1578 ?, † nach 1605 (Brüssel 1603?)[5]
2. Henri de Lorraine (* 7. Dezember 1580 in Anet, † jung)
3. Marguerite de Lorraine († jung)[6]
4. Marie de Lorraine (* um 1597); ⚭ 1615 Ambrosio Spinola (* 1569/71, † 1630), Marchese di Spinola, 2. April 1612 1. Duca di Sesto, 18. Dezember 1621 1. Marquès de Los Balbases
5. Anne de Lorraine (* 1600 (oder 1595?), † 10. Februar 1638), Comtesse de Maulévrier et de Saint-Vallier, August 1631 zur 4. Duchesse d’Aumale, Pair de France ernannt; ⚭ (Ehevertrag 14. April 1618) Henri de Savoie, 1595 Duc de Nemours et de Genevois, August 1631 zum 5. Duc d’Aumale und Pair de France ernannt (* 2. November 1572, † 10. Juli 1632 Paris), Sohn von Jacques de Savoie, duc de Nemours, und Anna d’Este (Haus Savoyen)

### Weblink
- Ètienne Pattou, Maison de Lorraine-Guise, S. 11 (online, abgerufen am 18. April 2020)